# LEGO Ninjago: La rivolta dei draghi
LEGO Ninjago: La rivolta dei draghi (Lego Ninjago: Dragons Rising), è una serie animata canadese, su cui si basa la linea di giocattoli LEGO Ninjago, prodotta dalla compagnia canadese WildBrain. In Italia i primi 10 episodi sono stati trasmessi su Cartoon Network a partire dal 26 giugno 2023, mentre in America sono stati pubblicati il 1º giugno dello stesso anno sulla piattaforma streaming Netflix. La serie è un sequel di LEGO Ninjago (precedentemente noto come LEGO Ninjago: Masters of Spinjitzu), essendo ambientata dopo gli avvenimenti della stagione Cristallizzati.

## Trama

### Sinossi
Molti regni leggendari hanno formato un'unione repentina, ma instabile, insieme a Ninjago, creando un mondo completamente nuovo. Il Maestro ninja di Spinjitzu Lloyd deve addestrare Arin e Sora, per creare una nuova generazione di eroi e trovare i draghi primordiali in grado di salvare il pianeta, prima che le forze del male sfruttino l'energia degli stessi draghi per distruggere il nuovo mondo.

### Prima stagione
Nel regno di Ninjago, un ragazzino di nome Arin assiste alla fusione, catastrofe naturale in cui tutti i regni leggendari si sono uniti in uno solo. Dopo essere stato salvato dai suoi più grandi eroi, cioè i ninja Jay, Kai, Cole, Zane, Nya e il leggendario ninja verde Lloyd, Arin si disperde nell'esplosione e capisce che il suo quartiere è scomparso insieme ai suoi genitori. Anni dopo, nel nuovo quartiere di Ninjago City, chiamato Crossroads, conosce Sora, una ragazza proveniente dal regno di Imperium, con cui fa amicizia. Durante una gara, i due salvano Riyu, un piccolo cucciolo di drago inseguito dagli artigli di Imperium, regno dove utilizzano i draghi per avere energia, comandato dall'imperatrice Beatrix, aiutata anche da un uomo tigre di nome Ras. Arin e Sora vengono catturati da Rapton, generale degli artigli, ma vengono salvati da Lloyd. Il ninja verde porta i due al monastero e decide di addestrarli, in quanto Arin ha imparato lo spinjitzu da solo e Sora ha il potere della tecnologia. Lloyd racconta di come lui e Kai hanno studiato le fusioscosse, delle crepe spazio-temporali, residui della fusione, e hanno capito che possono essere chiuse con i poteri degli elementi. Lloyd, Arin, Sora e Riyu si riuniscono con Kai e Nya nel regno della follia, per poi lasciare ancora Nya nel regno delle nuvole.
Quando gli artigli di Imperium attaccano i ninja con dei dispositivi di luce dura, chiamati Photac, Sora ricorda il suo passato, quando in origine il suo nome era Ana e, dopo essere entrata a lavorare nel laboratorio dei sistemi avanzati di Imperium della dottoressa LaRow per aver creato lei stessa i Photac, aveva scoperto il dolore causato ai draghi ed era scappata dopo la fusione, prendendo il nome di uno dei draghi sfruttati, cioè Sora. La ragazza torna a Imperium con Arin e Lloyd per fermare l'imperatrice Beatrix e Ras, mentre Kai rimane al monastero e, in una struttura, da cui accede tramite un portale, incontra sua sorella Nya, giunta dal regno delle nuvole, sempre tramite il portale. Kai e Nya trovano una cupola, che una volta aperta rivela al suo interno Zane, cioè il nindroide maestro del ghiaccio, rimasto disattivo per anni. Zane rivela che la struttura in cui si trovano si chiama monastero di Imperium e lo fa decollare proprio nella piazza principale di Imperium. Lloyd, Sora e Arin, intanto, liberano sia i draghi che Wyldfyre, una ragazza rozza e istintiva, maestra del calore. Insieme entrano in questo monastero, ricongiungendosi con gli altri ninja. Poi scappano via dal portale grazie all'energia che Lloyd prende da un drago sorgente trovato nei sotterranei di Imperium. Beatrix dà la colpa della sua disfatta a Ras e lo fa imprigionare nelle celle dei draghi.
Giorni dopo, grazie alle analisi di Zane, i ninja trovano il tempio dei nuclei del drago e scoprono che, in origine, il Primo maestro di Spinjitzu, oltre a Ninjago, aveva creato altri regni che, però, in futuro, avrebbero creato un'unione repentina, chiamata fusione. Per evitare questa unione, aveva creato, insieme ai sette draghi sorgente, tre nuclei del drago e li aveva poi nascosti nel giardino madre, nel pinnacolo dei cristalli e nelle terre selvagge. I ninja si dividono in tre squadre per andare a prendere i nuclei con cui fermare le fusioscosse. Nei viaggi, incontrano nuovi maestri degli elementi, ma anche Cole, finito nella terra delle cose perdute, che però non si unisce alla squadra, in quanto ammette di aver sentito la voce del maestro Wu e di volerla seguire. L'imperatrice Beatrix tenta di impossessarsi dei nuclei per creare un'arma in grado di uccidere i ninja, ma ne riesce a rubare solo due. I ninja, per recuperare i nuclei si recano a Imperium, dove Beatrix sfrutta l'energia del drago sorgente per sostituire il terzo nucleo e controllare le fusioscosse. Non rendendosi conto delle sue azioni, l'imperatrice apre una serie di fusioscosse rischiando di distruggere il mondo. Tuttavia, Beatrix stessa finisce dentro una fusioscossa e scompare, mentre Lloyd, con i tre nuclei del drago, pone fine alle fusioscosse e ristabilisce il mondo. I ninja, quindi, tornano nella scena pubblica e vengono acclamati da tutti, ma, intanto, Ras, a Imperium, liberatosi di prigione, ingaggia con sé Jordana, ovvero la ragazza assistente della LaRow che ha prosciugato il drago sorgente, e le dice che può seguirlo e lavorare con lui per il suo vero padrone.

### Seconda stagione
Lord Ras porta Jordana nel regno delle Terre Selvagge, al dojo dell'ombra, apribile solo con l'energia di un drago sorgente. Ras mostra a Jordana che all'interno della struttura c'è il gong della frantumazione che, se suonato, può donare una tecnica proibita e oscura, lo Shatterspin, a un maestro degli elementi che l'ha studiata. Ras, per recuperare il martello che suona il gong, invia una sua seconda recluta, Cinder, maestro del fumo. I ninja intervengono e scoprono che Ras è tornato e si è impossessato del regno delle nuvole, dove ci sono archivi in cui può trovare informazioni su come resuscitare i cinque proibiti, antichi maestri degli elementi, inventori dello Shatterspin, durante la luna di sangue, avvenimento che accade ogni millennio. Tutti i ninja, tranne Zane, ascoltando le visioni che Lloyd ha avuto tramite i draghi sorgente, si recano da Egalt e Rontu, due vecchi draghi che sanno fare lo Spinjitzu, nonché le forze dall'Oriente che, con un incantesimo, in passato, avevano bandito i cinque proibiti nello spazio Nether, dopo averli sconfitti con la tecnica del drago levante che i ninja tentano di imparare. Nella terra delle cose perdute, Cole tenta di proteggere i trovatori dall'esercito di guerrieri lupo di Ras, che vuole impossessarsi di Bonzle, una scheletrina amica di Cole. Quest'ultimo, insieme ai trovatori, torna al monastero di Spinjitzu e si riunisce con Zane. I due vengono a sapere che Bonzle, in realtà, è l'incantesimo creato da una maga del regno di Mysterium, usato in passato per bandire i cinque proibiti e che, poi, ha assunto una forma umana nel corso dei secoli, diventando una scheletrina. Zane e Cole, allora, si recano a Mysterium per trovare la maga e un modo per proteggere Bonzle.
Gli altri ninja, invece, faticano a imparare la tecnica del drago levante e, alla fine, solo Kai ci riesce, ma la luna di sangue incombe nel mondo e Ras, nonostante gli sforzi di Zane e Cole che riescono a trovare la maga di Mysterium, Gandalaria, cattura Bonzle e la usa per aprire il portale con cui resuscitare i cinque proibiti che, tuttavia, per essere riportati indietro hanno bisogno di cinque sacrifici. I ninja intervengono sul posto, con Lloyd e Nya che imparano anche loro la tecnica del drago levante, ma Kai viene gettato nel portale a favore della resurrezione di uno dei proibiti, Nokt. Nonostante ciò, la luna di sangue termina, con Ras che fugge insieme al suo esercito grazie al potere del suo misterioso maestro, senza essere riuscito a riportare indietro gli altri quattro. In seguito, i ninja scoprono che la matriarca dei draghi della montagna, a cui appartiene Riyu, è stata uccisa e le sono state rubate le corna. Per questo motivo, il drago sorgente del movimento invita i ninja a partecipare al torneo delle sorgenti, in quanto lì si nasconde l'attentatore della matriarca, che potrebbe, in futuro, costituire un pericolo anche per i draghi sorgente. Al torneo, che si svolge alla città dei templi, i ninja fanno la conoscenza di numerosi nuovi maestri degli elementi, ma incontrano anche Ras, con la sua squadra, e Zeatrix, maestra delle onde d'urto e sorella di Beatrix. Il torneo è organizzato da un ragazzo di nome Roby, di cui Wyldfyre s'innamora, e Bleckt, che si occupa della parte amministrativa. Ogni partecipante che vince una sfida ottiene il potere del perdente e il vincitore, alla fine dei giochi, secondo il regolamento, dovrà restituire tutti gli elementi ai legittimi proprietari.
Il torneo comincia e i ninja rivedono dopo tanto tempo Jay, scoprendo che ha perso la memoria e che si è unito alla squadra di Ras dopo aver lavorato per l'amministrazione. Jay sfida proprio Nya, non ricordando che è la sua fidanzata, ma la ninja dell'acqua ha la meglio e vince il duello. Jay va via dalla città dei templi, ma i ninja non lo seguono perché devono scoprire chi è l'attentatore della matriarca. Durante il torneo, Arin, in quanto non partecipante, fa delle indagini nell'alloggio di Ras, ma viene scoperto da quest'ultimo. Ras spiega ad Arin di voler annullare la fusione, causata, a sua detta, proprio dal mentore dei ninja, il maestro Wu. Arin, pur non credendo inizialmente a Ras, comincia a distaccarsi dai ninja, supponendo che Lloyd non ha saputo allenarlo come si deve. Kai, intanto, intrappolato nello spazio Nether con Bonzle, riesce ad avere una connessione con Riyu e tenta di scappare via da quel posto. Nello scontro finale del torneo, Sora affronta Nokt e lo libera inconsciamente dall'impianto di controllo messo da Ras. Si scopre che Blekct si era concordato con Ras per fargli vincere il torneo, ma erano stati Nokt e Rox, altra dei cinque proibiti, che si era impossessata del corpo di Jordana, ad uccidere la matriarca e a rubarle le corna. Nokt batte Sora e ottiene tutti i poteri degli elementi, con il quale libera il resto dei cinque proibiti, anche grazie alle corna rubate, impiantate in un monastero della città dei templi. Roby, dopo essersi fidanzato con Wyldfyre, riesce a restituire i poteri degli elementi a tutti i partecipanti, ma Nokt e Rox scappano via con tre dei proibiti svenuti tramite i portali del monastero. Dallo spazio Nether riesce a fuggire anche Kai che si ricongiunge con i suoi amici. Arin, invece, scappa via con Ras e abbandona i ninja, convinto che con lui possa migliorarsi e ritrovare i suoi genitori.

## Episodi

### Ninjago: La rivolta dei draghi
Gli scrittori hanno confermato che, rispetto alle stagioni della serie precedente, le stagioni di Dragons Rising non avranno dei titoli. È stato confermato che usciranno almeno 2 stagioni. In America, il 1º giugno 2023, sono stati pubblicati i primi dieci episodi come contenuti "originali Netflix", mentre la seconda parte è stata rilasciata il 12 ottobre 2023.
In Italia, la serie è stata rilasciata come LEGO Ninjago - La rivolta dei draghi e la prima stagione è stata rilasciata a partire dal 26 giugno 2023 su Cartoon Network, canale nel quale è stato trasmesso un episodio al giorno alle 20:55 dal lunedì al venerdì. Gli episodi sono stati disponibili on demand per gli abbonati Sky con pacchetto "Famiglia" ed in streaming sulla piattaforma Now fino ad un mese dalla prima messa in onda. La seconda stagione è stata rilasciata a partire dal 27 novembre 2024 su Boing, canale ove è stato trasmesso un episodio al giorno alle 16:40 dal lunedì al venerdì, mentre la terza è andata in onda nuovamente su Cartoon Network a partire dal 14 maggio 2025, dove è stato trasmesso un episodio al giorno alle 21:15 dal lunedì al venerdì.
| Stagione         | Episodi | Prima TV USA | Prima TV Italia |
| ---------------- | ------- | ------------ | --------------- |
| Prima stagione   | 20      | 2023         | 2023            |
| Seconda stagione | 20      | 2024         | 2024            |
| Terza stagione   | 20      | 2025         | 2025            |

## Personaggi
- Arin: Doppiato in italiano da Danny Francucci. Cresciuto a Ninjago, è un grande fan dei ninja e ha sempre sognato di diventarne uno. Prima della Fusione, quand'era ancora un bambino, passava le giornate a imitare le mosse dei suoi amati eroi ed è riuscito a imparare una forma unica dello Spinjitzu. Dopo aver perso i suoi genitori, è diventato il migliore amico di Sora e, un tempo, viveva con lei nel quartiere di Crossroads. È ottimista e leale nei confronti dei suoi amici. Adora preparare torte e partecipa ogni anno alla competizione annuale di torte del Carnevale di Crossroads. Insieme a Sora e Wyldfyre, è stato accolto da Lloyd al Monastero dello Spinjitzu per aiutarlo a proteggere il loro nuovo mondo. In battaglia, si affida spesso al suo rampino. Lo porta sempre con sé.
- Sora: Doppiata in italiano da Lavinia Paladino (1^ voce) e Tiziana Martello (2^ voce). La maestra della tecnologia. Una ragazza quindicenne, cresciuta a Imperium. Adora lavorare con la tecnologia. Ha da sempre avuto un grande talento inventivo, ma non è mai stato apprezzato dai suoi genitori. Dopo essere scappata di casa, è diventata la migliore amica di Arin e, un tempo, viveva con lui nel quartiere di Crossroads. A differenza sua, è pessimista e non del tutto sicura di sé stessa. Insieme, tentano ogni anno di vincere la corsa Mech-master 5000, gareggiando con la sua Moto-mech, che ha costruito interamente da sola. È particolarmente legata a Riyu. Crede, infatti, che i suoi poteri della tecnologia provengano da lui, buttandosi sempre giù e perdendo fiducia nel suo allenamento per diventare un ninja. Insieme ad Arin e Wyldfyre, è stata accolta da Lloyd al Monastero dello Spinjitzu, il quale è convinto che i suoi poteri siano semplicemente celati dentro di lei e la invita sempre a trovare il suo Vero potenziale.
- Lloyd Montgomery Garmadon[6]: Doppiato in italiano da Andrea Di Maggio. È il leggendario Ninja verde e leader della squadra dei ninja. Dopo la scomparsa del Maestro Wu, è diventato l'attuale maestro del Monastero dello Spinjitzu. In quanto leader del gruppo, è il ninja più saggio e prodigo al dovere, e che riesce a gestire meglio le sue emozioni. Ama l'ordine e ci tiene che regni al Monastero. Cerca di seguire le orme del Maestro Wu, imitando i suoi modi di fare e cercando di tramandare i suoi stessi insegnamenti, ma non sempre ottenendo gli stessi risultati. Ha accolto con sé Arin, Sora e Wyldfyre per addestrarli come nuova generazione di eroi per difendere il loro nuovo mondo.
- Riyu: Doppiato in lingua originale da Brian Drummond. Un cucciolo di drago, salvato da Arin e Sora dagli Artigli di Imperium. Ha lasciato la sua famiglia per restare con Arin e Sora al Monastero dello Spinjitzu. È particolarmente legato a Sora. La sua scintilla elementale risveglia in lei, infatti, un potere legato alla tecnologia, ma che Sora non è in grado di usare senza di lui.
- Wyldfyre: Doppiata in italiano da Erica Intoppa. La maestra del calore. Cresciuta dal drago Heatwave nel regno di Wyldness, lo considera la sua famiglia. Priva di un'istruzione e di una civilizzazione adeguata, è a tutti gli effetti una creatura selvaggia. Di un ego smisurato, non ascolta mai nessuno ed è convinta di quello che fa di testa sua. Ha il controllo su delle fiamme di calore, un potere elementale che ha sviluppato fin da piccola, simile al potere del fuoco di Kai. Insieme ad Arin e Sora, è stata accolta da Lloyd al Monastero dello Spinjitzu ora che Heatwave vive lì, in compagnia di altri draghi.
- Kai[7]: Doppiato in italiano da Daniele Raffaeli. È il Ninja del fuoco e il fratello maggiore di Nya. Fan del gaming, è impulsivo, vanitoso e testa calda. Agisce spesso senza pensare, a differenza di sua sorella Nya, ma il suo coraggio si rivela essere la sua forza più grande. È un abile combattente, agile come il fuoco e dall'animo infuocato. Prova dei sentimenti per Skylor. Alla fine della prima parte della seconda stagione verrà intrappolato, a causa di Ras, nello Spazio-Nether, liberando Nokt, uno dei cinque proibiti, dalla sua prigionia eterna.
- Nya[8]: Doppiata in italiano da Chiara Gioncardi. È la Ninja dell'acqua e la sorella minore di Kai. È la yang di Jay, il Ninja del fulmine. Versatile come l'acqua, è un'ingegnera talentuosa ed è sempre determinata a cercare una soluzione attraverso la logica, a differenza di suo fratello Kai.
- Zane[9]: Doppiato in italiano da Alessandro Rigotti. Il Ninja del ghiaccio. È un nindroid, progettato dal Dr. Julien per proteggere coloro che non possono difendersi da soli. Un freddo calcolatore, in grado di analizzare tutte le possibili soluzioni di qualsiasi tipo di problema. Prova dei sentimenti per Pixal. Dopo la Fusione, è stato risvegliato dai suoi amici al Monastero di Imperium.
- Cole[10]: Doppiato in italiano da Francesco De Francesco. Il Ninja della terra. Solido, composto e incredibilmente forte quanto la terra, l'equilibrio di Cole ha sempre sostenuto la squadra. Non si tirerebbe mai indietro di fronte a un combattimento, o a una torta. A causa della Fusione si è ritrovato nella Terra delle Cose Perdute, dove ha conosciuto Geo, Bonzle, Spitz e Fritz.
- Jay Walker/Gordon[11]: Doppiato in italiano da Stefano Brusa. Il Ninja del fulmine. È lo yin di Nya, la Ninja dell'acqua. Statico come il fulmine, ha sempre cercato un modo per far ridere la squadra. La sua passione per i videogiochi supera quella di Kai ed è un nerd della storia del gaming. Dopo la Fusione ha perso la memoria ed è diventato un membro dell'Amministrazione, anche se non gli piace veramente quel lavoro.
- Maestro Wu: Doppiato in italiano da Gianni Giuliano. Saggio maestro e mentore della squadra dei ninja, insieme alla quale ha protetto Ninjago e i 16 regni più volte. È il secondogenito del Primo Maestro di Spinjitzu, il fratello minore di Garmadon e lo zio di Lloyd, a cui lascia in eredità il Monastero dello Spinjitzu. Poco prima che la Fusione iniziasse, era intento a studiare degli antichi rotoli sulla "Coalescenza", cercando un modo per prevenirla. Dopo la Fusione, nessuno è a conoscenza di cosa gli sia successo. A volte, i ninja avvertono la sua voce, intenta a guidarli al loro obbiettivo.
- Mr. Frohicky: Doppiato in italiano da Andrea Seth Marino. Un simpatico uomo-rana che gestisce le iscrizioni alla Mech-master 5000 e che fa da giudice alla competizione annuale di torte al Carnevale di Crossroads. È facilmente corruttibile e potrebbe lasciarti iscrivere gratuitamente alla gara in cambio di una torta!
- RONTU: Doppiata in italiano da Barbara Berengo è un imponente dragone che fa il giudice.

## Episodi speciali

### I mech degli elementi
Questa mini episodi sono della durata di 5 minuti circa ciascuno e narrano fatti canonici con la serie, avvenuti cronologicamente tra la prima stagione e la seconda. Gli episodi sono disponibili sia in italiano che in altre lingue sul canale YouTube della LEGO.
| n° | Titolo originale    | Titolo italiano       |
| --- | ------------------- | --------------------- |
| 1 | What the mech?      | La discarica di Kreel |
| Arin, Sora, Cole e Kai sono costretti a salvare tutti da un misterioso Lobbo che è stato colpito da un oggetto misterioso.  |                     |                       |
| 2 | The mech master     | La mech master        |
| Il meccanico cerca di rubare i mech dalla Mech-Master 5000. I ninja fanno di tutto per fermarlo.                            |                     |                       |
| 3 | A Pain in the Mech! | Invasione di noodle   |
| I Ninja devono salvare Crossroads da due draghi del ghiaccio che attaccano per riprendersi le uova rubate dalle magmarocce. |                     |                       |